# Sebastian Preiß
Sebastian Preiß (* 8. Februar 1981 in Ansbach) ist ein ehemaliger deutscher Handballnationalspieler.

## Karriere

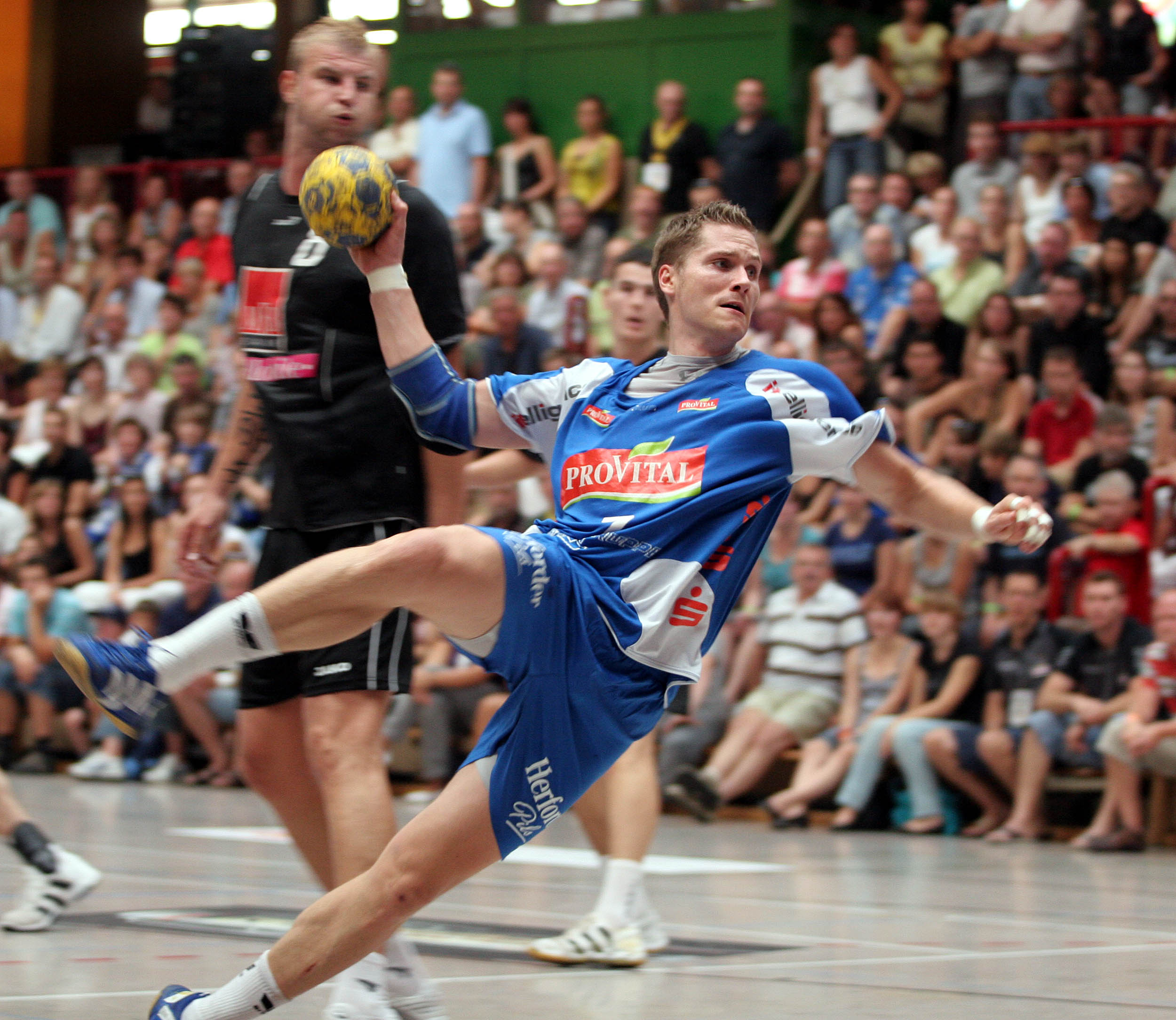
Sebastian Preiß am Kreis

In der Handball-Bundesliga begann seine Karriere beim THW Kiel, mit dem er zweimal deutscher Meister wurde. Dort hatte er zunächst ein Zweitspielrecht beim TSV Altenholz. Von 2005 bis 2013 spielte der Kreisläufer beim TBV Lemgo. Zur Saison 2013/14 wechselte Sebastian Preiß zurück zum Zweitligisten HC Erlangen, mit dem ihm 2014 und 2016 der Aufstieg in die 1. Bundesliga gelang. Zur Saison 2016/17 wechselte Preiß zu den HF Springe, die sich im Sommer 2018 aus der 3. Liga abmelden mussten.
Sein Länderspieldebüt gab Preiß am 4. Januar 2002 in Balingen gegen die Schweiz. Mit der deutschen Nationalmannschaft wurde er 2007 im eigenen Land Weltmeister. Für diesen Triumph wurde er mit dem Silbernen Lorbeerblatt ausgezeichnet. Insgesamt bestritt er 145 Länderspiele, in denen er 362 Tore erzielte.

## Erfolge
- 5. Platz bei der Junioren-WM 2001 in der Schweiz
- 2002 und 2005 Deutscher Meister (THW Kiel)
- 2002, 2004, 2006 und 2010 EHF-Pokalsieger (2 × THW Kiel, 2 × TBV Lemgo),
- 5. Platz bei der Europameisterschaft 2006 in der Schweiz
- WM-Teilnahme 2005
- Weltmeister 2007 in Deutschland
- 4. Platz bei der Europameisterschaft 2008 in Norwegen
- 5. Platz bei der Weltmeisterschaft 2009 in Kroatien

## Sonstiges
Preiß hat eine Ausbildung zum Bankkaufmann absolviert.